# Geography Markup Language
Geography Markup Language (GML) – oparty na XML (eXtensible Markup Language) język opracowany przez Open Geospatial Consortium do transferu danych geograficznych. GML jest językiem formalnym służącym do opisu danych geograficznych zgodnie z zasadami opisanymi w normie ISO 19136:2007. Intencją opracowania języka GML była wymiana danych pomiędzy różnymi aplikacjami systemów informacji geograficznej. Struktura dokumentu GML, opisywana jest przez plik schematu – najczęściej XSD (XML Schema Description).